# Nike Ajax
Die MIM-3 Nike Ajax ist eine Flugabwehrrakete, die im Rahmen des US-amerikanischen „Nike“-Programms entwickelt wurde. Sie war die weltweit erste gelenkte Überschall-Flugabwehrrakete, die zum operativen Einsatz kam, wurde aber ab 1958 kontinuierlich durch ihre Nachfolgerin MIM-14 Nike Hercules ersetzt.

## Geschichte
Gegen Ende des Zweiten Weltkrieges erkannte die US Army angesichts der zunehmenden Einsatzhöhen und -reichweiten von Bombern, der absehbaren Einführung leistungsfähiger Strahlflugzeuge und nach Berichten über den Stand der deutschen Raketenforschung die Notwendigkeit einer Flugabwehrrakete. Das Projekt wurde zunächst als „major caliber anti-aircraft rocket torpedo“ bezeichnet. Daraufhin beauftragte die US-Army im Februar 1945 die Unternehmen Western Electric und  Bell Telephone Laboratories, die bereits Erfahrungen mit der Entwicklung von Radar- und Waffenkontrollsystemen hatten, mit einer Machbarkeitsstudie über ein Luftabwehr-Raketensystem.
Nachdem diese Studie positiv ausfiel und die Rahmenbedingungen festlegte, wurde Mitte 1945 die Entwicklung unter der Bezeichnung „XSAM-G-7“ beschlossen und Western Electric als Hauptvertragspartner ausgewählt. Als Subunternehmen wurden Bell Labs (verantwortlich für Radarsystem und Computer), das Picatinny Arsenal (Gefechtskopf), Aerojet Engineering (Feststoff- und Flüssigkeitstriebwerk) und die Douglas Aircraft Company (Flugkörper) einbezogen. Der ursprüngliche Entwurf sah dabei für den Flugkörper die kreisförmige Anbringung von acht Feststoffboostern am Heck der Rakete vor.
Der erste Bodentest der Rakete erfolgte im September 1946 auf dem „White Sands Proving Ground“ in New Mexico. Der erste (noch ungelenkte) Start wurde eine Woche später durchgeführt, wobei die Rakete Kameras und Messgeräte anstelle eines Gefechtskopfes trug. Im Jahr 1947 wurden die Testflüge weitergeführt, während gleichzeitig Experimente zur Zielverfolgung mittels eines Monopuls-Radars erfolgten. Allerdings kam es durch Probleme mit der Zuverlässigkeit der Booster zu erheblichen Verzögerungen im Zeitplan, so dass 1948 beschlossen wurde, die ursprüngliche Konfiguration zu verwerfen und stattdessen den vom Allegheny Ballistics Laboratory entwickelten einteiligen Booster des „RIM-2 Terrier“-Raketenprogramms der US-Navy anzupassen. Nachdem die Probleme gelöst waren und das Projekt rasche Fortschritte machte, wurde im Januar 1949 mit Western Electric, den Bell Laboratories und Douglas Aircraft ein Vertrag über die Produktion von 1.000 der nun „SAM-A-7“ genannten „Nike Ajax“-Raketen und 60 Bodeninstallationen abgeschlossen. Im Februar 1951 gelang der erste Abschuss einer „QB-17“-Drohne auf dem Versuchsgelände von White Sands, woraufhin der Aufbau einer Lehrbatterie durch das Army Anti-Aircraft Command (ARAACOM) erfolgte und die Ausbildung von Bedienungsmannschaften begann.
Im März 1954 wurde die erste reguläre „Nike Ajax“-Einheit in Fort Meade, Maryland, aufgestellt. Im Laufe der nächsten vier Jahre wurden rund 200 Batterien um Großstädte und strategische Ziele in den nördlichen USA aufgebaut. Allerdings begann dort schon 1958 der Ersatz durch die „MIM-14 Nike Hercules“ mit höherer Reichweite, während die „Nike Ajax“ nun bei im Ausland stationierten US-Truppen eingesetzt wurde. In den USA wurde die letzte „Nike Ajax“-Batterie im Jahr 1963 deaktiviert. Insgesamt wurden 13.714 Raketen hergestellt.
Im Rahmen der Einführung eines einheitlichen Kennzeichnungssystems nach AFI 16-401(I) wurde die Typbezeichnung im Jahr 1963 von „SAM-A-7“ in „MIM-3“ geändert.

## Technik

### Flugkörper
Die Grundform des eigentlichen Flugkörpers ist ein Zylinder mit ogivaler Spitze und konisch zulaufendem Heck. Am Bugbereich des Rumpfes befinden sich vier Deltaflossen, die als Ruder komplett bewegt werden, sowie im hinteren Drittel des Rumpfes vier weitere starre Deltaflossen, deren Hinterkante als Ruder ausgeführt ist. Beginnend vom Bug ist der Flugkörper in folgende Sektionen unterteilt:
- Gefechtskopf 1 (5,5 kg)

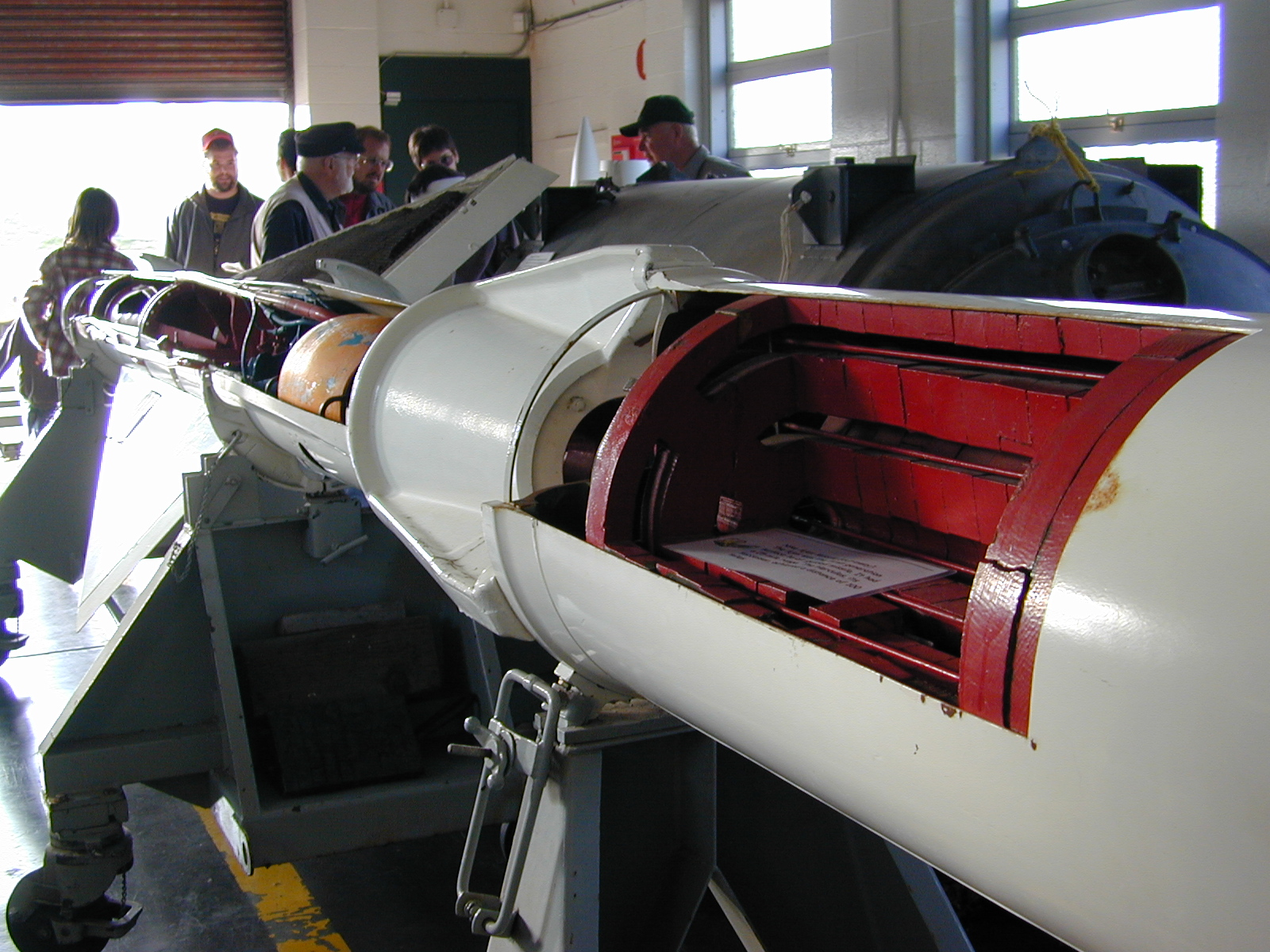
„Nike Ajax“ mit Booster im Schnitt

- Stromversorgung, Hydraulik, Rudermaschinen, Antennen und Bordelektronik
- Gefechtskopf 2 (81 kg)
- Oxidator-Tank
- Brennstofftank
- Druckluftspeicher
- Gefechtskopf 3 (55 kg)
- Brennkammer und Düse des Marschtriebwerkes

Antrieb

Als Starttriebwerk kam mit dem M5E1 ein vom Booster der RIM-2 Terrier abgeleitetes einteiliges Feststofftriebwerk zum Einsatz, das von der Hercules Powder Company als Subauftragnehmer gefertigt wurde. Das Triebwerk lieferte für 2,5 Sekunden einen Schub von 246 kN und wurde nach dem Brennschluss abgeworfen.
Als Marschtriebwerk diente ein von den Bell Laboratories entwickeltes Flüssigkeitstriebwerk, das mit inhibierter Salpetersäure (IRFNA) als Oxidator und JP-4 als Brennstoff arbeitete und dabei für die Zeit von 21 Sekunden einen Schub von 12 kN lieferte. Die Zündung des Triebwerkes erfolgte hypergolisch, indem beim Start zusätzlich 1,1-Dimethylhydrazin (UDMH) eingespritzt wurde. Die Brennschlussgeschwindigkeit erreichte in Abhängigkeit von der Flugbahn bis zu Mach 2,3.
Steuerung
Die Steuerbefehle an die Rakete wurden vom Feuerleitsystem auf das Signal des Raketenverfolgungsradars aufmoduliert und über die (analoge) Bordelektronik in Stellbefehle für die Ruder umgesetzt. Die Flossen am Bug dienten dabei als Höhen- und Seitenruder, die Ruderflächen der heckseitigen Flossen als Querruder zur Rollstabilisierung. Die Betätigung der Ruder erfolgte hydraulisch, als Energiespeicher diente ein hydraulischer Akkumulator mit 138 bar.
Gefechtskopf
Die „Nike Ajax“ verwendete einen konventionellen Splitter-Gefechtskopf, bestehend aus „Composition B“ umgeben von zwei Lagen 6 mm großer Würfel aus gehärtetem Stahl. Der Gefechtskopf der Rakete wurde dabei in drei getrennte Segmente unterteilt, um ein gleichmäßiges Streuverhalten der Splitter zu erzielen: Im Bug befindet sich ein 5,5 kg schwerer Teil, ein weiterer mit 81 kg in der Mitte des Rumpfes und ein 55 kg schwerer Teil im Heck. Die Zündung des Gefechtskopfes konnte auf drei Arten erfolgen:
1. automatisch mittels Funkkommando vom Feuerleitcomputer,

2. manuell mittels Funkkommando vom Batterieführer, und

3. automatisch zwei Sekunden nach Abreißen des Lenksignales (zur Selbstzerstörung).

### Bodeninstallation
Bedingt durch Umfang und Zahl der notwendigen Systemkomponenten wurde die „Nike Ajax“ ausschließlich aus teilmobilen bzw. vor allem stationären Stellungen heraus eingesetzt. Eine reguläre Nike-Ajax-Batterie ließ sich in drei Bereiche unterteilen:
1. Batterie- und Feuerleitung (battery control) mit Kommunikations- und Kommandozentrum, Feuerleitkomplex, den Radarinstallationen sowie den dazugehörigen Steuerungs- und Energieversorgungssystemen.
2. Starteinrichtungen (launching area) mit typischerweise neun oder zwölf Startrampen (drei Gruppen zu je drei oder vier Rampen) und den dazugehörigen Steuerungs- und Energieversorgungssystemen. Diese wurde auf der Seite der Batterie angelegt, die in Richtung der zu erwartenden Ziele lag, da die Raketen fast senkrecht starteten und die nach dem Brennschluss zum Erdboden zurückfallenden Booster nicht die eigene Stellung treffen durften. Außerdem war ein Mindestabstand zwischen dem Raketenverfolgungsradar und der startenden Rakete notwendig, um eine sichere Erfassung zu gewährleisten.
3. Montage- und Wartungseinrichtungen (assembly and service area) zur Montage, Lagerung, Betankung und Wartung der Flugkörper.
Die Bodeneinrichtungen wurden in der Anfangszeit in Form von Containern und/oder Baracken oberirdisch angelegt. Man ging aber schnell dazu über, Teile der Installation (wie z. B. die Raketenmagazine) in unterirdische Bunker zu verlegen.

## Ablauf der Zielbekämpfung
Zur Zielaufklärung diente ein LOPAR (low-power aquisition radar) genanntes, im S-Band arbeitendes, Rundblickradar mit 230 km Reichweite, das der Batterie erste Daten über Richtung und Entfernung des Zieles lieferte und eine IFF-Abfrage ausführte. Die Zieldaten wurden an ein im X-Band arbeitendes Zielverfolgungs- (TTR: target-tracking radar) und ein Entfernungsmessradar (TRR: target range radar) übergeben, die das Ziel nun begleiteten und kontinuierlich dessen Koordinaten in Form von Azimut, Elevation und Entfernung bestimmten. Daraus berechnete der analoge Feuerleitcomputer der Batterie den Kurs des Zieles und legte einen Abfangpunkt fest.
Nach dem Start des Flugkörpers wurde dieser von einem ebenfalls im X-Band arbeitenden Verfolgungsradar (MTR: missile tracking radar) erfasst, das die aktuellen Koordinaten der Rakete zum Leitrechner übermittelte. Der Feuerleitcomputer berechnete nun kontinuierlich einen Abfangkurs und übermittelte über das MTR die Lenkkommandos an den Flugkörper. Stimmten die Koordinaten von Ziel und Rakete überein, so wurde mittels Funkkommando die Detonation des Gefechtskopfes ausgelöst.
Ein entscheidender Nachteil dieser Leitmethode lag allerdings darin, dass das ganze System aus Leitrechner und drei Radargeräten nur jeweils ein Ziel gleichzeitig verfolgen und bekämpfen konnte, womit der Einsatz beispielsweise gegen Bomberverbände erschwert wurde und die Batterie selbst Ziel eines Angriffes werden konnte.

## Liste der Nutzerstaaten bzw. Stationierungsorte
- Belgien
- Bundesrepublik Deutschland
- Dänemark / Grönland
- Griechenland
- Italien
- Japan
- Norwegen
- Taiwan
- Südkorea
- Spanien
- Türkei
- USA (inklusive Hawaii und Alaska)